# Valle del Guadiato
Valle del Guadiato és una comarca de la província de Còrdova integrada per 11 municipis i que pren el nom del riu Guadiato i de la vall que forma el seu curs. Està situada al nord-oest de la província amb una extensió de 2.512 km².
Antiga zona minera, encara s'hi conserven explotacions carboníferes com les de la Corta Ballesta a Espiel o alguns pous en el municipi de Peñarroya-Pueblonuevo. Aquest és el municipi més poblat de la comarca (12.050 habitants). Encara s'hi viu de la mineria si bé els llocs de treball que ofereix no superen la centena. Alhora, Belmez té una escola universitària d'enginyers en mines i en obres públiques.

## Municipis
- Belmez
- Espiel
- Fuente Obejuna
- La Granjuela
- Los Blázquez
- Obejo
- Peñarroya-Pueblonuevo
- Valsequillo
- Villaharta
- Villanueva del Rey
- Villaviciosa de Córdoba

## Fronteres
Limita amb:
- La comarca del Valle de los Pedroches al nord.
- La comarca de la Vega del Guadalquivir al sud.
- La comarca de l'Alto Guadalquivir a l'est.
- La província de Sevilla a l'oest.